# Impasse du Pilier
L'impasse du Pilier est une voie située dans le quartier du Père-Lachaise du 20e arrondissement de Paris.

## Situation et accès
L'impasse du Pilier est desservie à proximité par la ligne 2 à la station Philippe Auguste.

## Historique
Elle prend sa dénomination actuelle par un décret municipal du 16 décembre 1998.